# Fander Falconí

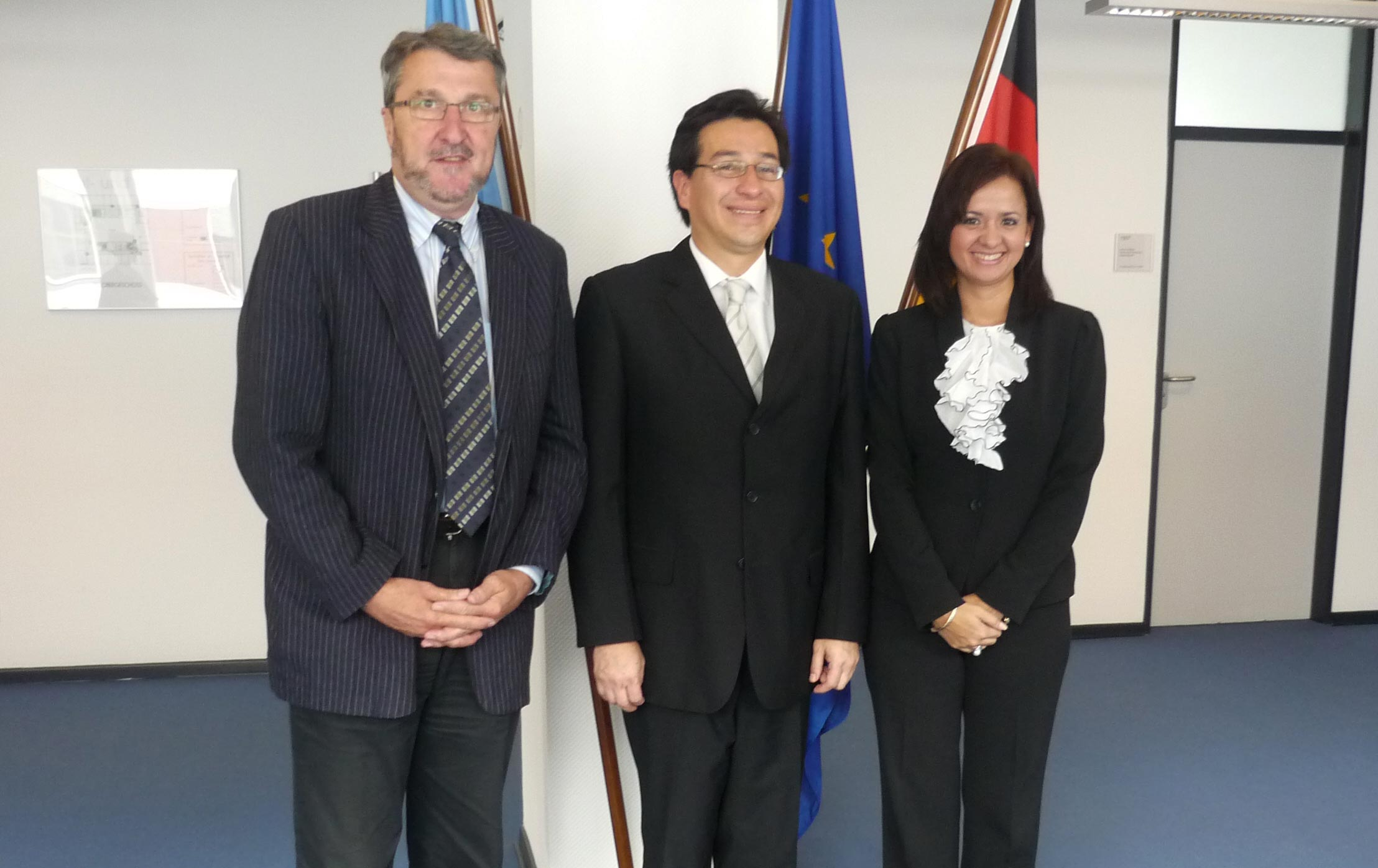
Fander Falconí in der Mitte, Erich Stather links neben ihm

Fander Falconí Benítez (* 19. September 1962) ist ein ecuadorianischer Wirtschaftswissenschaftler und Politiker.

## Biografie
Nach dem Schulbesuch absolvierte er ein Studium der Wirtschaftswissenschaften an der Pontificia Universidad Católica del Ecuador, das er mit einem Master (Maestría de Economía) abschloss. Danach war er als Wirtschaftswissenschaftler bei der Facultad Latinoamericana de Ciencias Sociales (FLACSO), einer länderübergreifenden Organisation zur Forschung, Lehre und Förderung der Sozialwissenschaften in Lateinamerika, tätig. Darüber hinaus absolvierte er ein Postgraduiertenstudium der Wirtschaftsökologie an der Universität Barcelona, das er sowohl mit einem weiteren Master als auch mit einem Doktortitel beendete. Nach seiner Rückkehr war er als akademischer Koordinator sowie als Koordinator der Promotionsprogramme für Wirtschaft, Entwicklungshilfe und Forschung bei der FLACSA tätig. Später war er auch als Mitarbeiter des Instituto Latinoamericano de Investigaciones Sociales (ILDIS), eines sozialwissenschaftlichen Instituts in Quito, das 1974 als Regionalbüro der Friedrich-Ebert-Stiftung gegründet wurde.
Am 15. Januar 2007 wurde er vom neugewählten Präsidenten Rafael Correa zum Nationalen Sekretär (Staatssekretär) für Planung und Entwicklung ernannt, nachdem er zuvor bereits einer der Mitkoordinatoren des Regierungsprogramms von dessen Partei Movimiento PAÍS. Am 15. Dezember 2008 ernannte ihn Präsident Correa zum Nachfolger der zuvor zurückgetretenen Ministerin für Auswärtige Angelegenheiten, Handel und Integration María Isabel Salvador. Im Januar 2010 wurde er von Ricardo Patiño abgelöst.
Bei einem Besuch in der Bundesrepublik Deutschland verabredete er im Juni 2009 mit dem Staatssekretär im Bundesministerium für wirtschaftliche Zusammenarbeit und Entwicklung Erich Stather, dass die BRD jährlich 50 Millionen Dollar in einen Treuhandfonds einzahlen will, damit Ecuador riesige Erdölvorkommen im tropischen Regenwald des Amazonas im Yasuní-Nationalpark nicht ausbeutet.

## Veröffentlichungen
- „Integrated Assessment of the Recent Economic History of Ecuador (Evaluación Integrada de la Historia Económica Reciente del Ecuador)“, 2001
- „Economía y desarrollo sostenible: Matrimonio feliz o divorcio anunciado“, 2002
- „Antología de Economía Ecuatoriana“ (Mitherausgeber: Julio Oleas), 2002,
- „Economía ecuatoriana“, (Ko-Autor:Julio Oleas Montalvo), 2004, ISBN 9978-67-089-0
- „Asedios a lo Imposible: Propuestas Económicas en Construcción“ (Co-Autoren und Mitherausgeber: Rafael Correa, Alberto Acosta Espinosa, Jeannette Sánchez, Pedro Páez Pérez und andere), 2005.
- „TLC, más que un tratado de libre comercio“, (Co-Autor: Alberto Acosta Espinosa), 2005, ISBN 9978-67-096-3

Des Weiteren ist Falconí Mitherausgeber der Fachzeitschrift „Revista Iberoamericana de Economía Ecológica“.